# Zaida Muxí
Zaida Muxí Martínez (Buenos Aires, 1964) es arquitecta y urbanista licenciada en la Facultad de Arquitectura, Diseño y Urbanismo (Universidad de Buenos Aires), doctora por la Escuela Técnica Superior de Arquitectura de Sevilla y profesora en la Escuela Técnica Superior de Arquitectura de Barcelona. Es codirectora junto a Josep Maria Montaner del Máster Laboratorio de la Vivienda del Siglo XXI de la Universidad Politécnica de Cataluña. Colabora en el suplemento Cultura/s de La Vanguardia. Es conocida por su experiencia en cuestiones de espacio y género. Ocupó el penúltimo lugar en la lista de Ricard Gomà Carmona (ICV) de la candidatura en Barcelona para las Elecciones municipales de España de 2011.

## Publicaciones
Desde 2009 dirige visions, la revista de la Escuela Técnica Superior de Arquitectura de Barcelona.
- El espacio público: ciudad y ciudadanía (Electa, 2003)
- Elemental, reflexiones en torno a la vivienda mínima (Edicions ETSAB, 2004)
- La arquitectura de la ciudad global (Gustavo Gili, 2004)
- Sota les llambordes, la platja = bajo los adoquines, la playa (Eumo, 2007)
- Habitar el presente: herramientas para la vivienda del siglo XXI (2011)
- Mujeres, casas y ciudades (DPR-Barcelona, 2018)[4]